# Arholzen
Arholzen ist eine Gemeinde und gehört zur Samtgemeinde Eschershausen-Stadtoldendorf im Landkreis Holzminden in Niedersachsen (Deutschland).

## Geografie

### Geografische Lage
Arholzen liegt am Rande des Naturparks Solling-Vogler und gehört zum Weserbergland im Süden Niedersachsens.

### Nachbargemeinden
Die Gemeinde grenzt im Westen an Bevern; im Norden an Negenborn und Stadtoldendorf; im Osten an Deensen und Schorborn, und im Süden an gemeindefreies Gebiet.

## Geschichte
Arholzen entstand im sächsischen Engern, dem Siedlungsgebiet der Cherusker. Die Gründung des Dorfes wird vor 800, in der sogenannten zweiten Siedlungsperiode zwischen 500 und 900 vermutet. Damals entstanden Ortschaften, deren Namen z. B. auf -hausen (verkürzt oft zu -sen) enden. Die erste urkundliche Erwähnung des Dorfes finden wir in einer an das Kloster Corvey gerichteten Schenkung (nicht datiert, jedoch zwischen 891 und 1037 entstanden) auf. Hier in Adololdeshusen erhielt das Kloster 30 Morgen und einen Acker. 1150 wird die Gemeinde als Odololdeshem als hildesheimisches Lehen, zur Herrschaft Homburg gehörig, erwähnt. Damals übertrug Graf Hermann II. von Winzenburg die Burg Homburg der Kirche zu Hildesheim zu ewigem Eigentum, um es als Lehen zurück zu empfangen. Die hier zugrunde liegende Urkunde vom 8. Mai 1150 ist das erste genau datierte Zeugnis über das Bestehen Arholzens. Die Urkunde aus dem Jahre 1166 besagt, dass der Herzog von Bayern und Sachsen, Heinrich der Löwe, sein Landgut mit Äckern, Wiesen und Waldungen in Adelloldessen dem Kloster Amelungsborn schenkte.
1493 lag Arholzen wüst; d. h., es war von seinen Einwohnern verlassen worden. Sie mögen sich in den umliegenden Dörfern oder dem schutzgebenden Stadtoldendorf neu angesiedelt haben. Doch bereits wenige Jahrzehnte später wurde Arholzen unter Herzog Heinrich II. dem Jüngeren von Braunschweig-Wolfenbüttel wieder neu besiedelt. 1618 brach der Dreißigjährige Krieg aus. Die ersten Jahre waren für diese Gegend noch friedlich. Im Juli 1623 erschien der kaiserliche Feldherr Tilly bei Höxter an der Weser. Die erste Heimsuchung begann für das Weserbergland: das Kloster Amelungsborn wurde ausgeraubt, Stadtoldendorf belagert und eingenommen und das Land ringsrum verwüstet.
Dass dabei auch Arholzen und seine Einwohnerschaft nicht verschont blieb, ist gewiss, zumal im Jahr 1626 Arholzen infolge der Durchmärsche und Plünderungen ein Schaden von 905 Talern beklagte. Siebenmal zogen feindliche Kriegsscharen durch diese Gegend. Es waren furchtbare Not- und Elendsjahre. Das Volk verarmte. Während des Krieges hatte die Wolfsplage zugenommen und die Pest herrschte im Lande. Bis zum Dreißigjährigen Krieg und noch darüber hinaus war der Hexenglaube verbreitet. Im Fürstenberger Amtsregister aus dem Jahre 1619/20 findet man folgende Eintragung: „Margarete Schapers von Aroldissen wurde der Zauberei bezichtigt und in Haft genommen. Die Frau saß nicht nur unschuldig in Haft, sondern musste noch 5 Taler Kostgeld zahlen.“
Von 1807 bis 1813 war das Herzogtum Braunschweig ein Teil des Königreiches Westphalen unter Jérôme Bonaparte. Arholzen gehörte zum Kanton Stadtoldendorf im Distrikt Einbeck, im Departement der Leine. Die alte Ämteraufteilung hatte damit ihr Ende erreicht. Seit dem Jahre 1832 bestand die Gliederung des Landes Braunschweig in sechs Kreise als Verwaltungsbezirke. Arholzen gehört seitdem zum Kreis Holzminden und seit 1879, nach Einteilung in vier Amtsgerichtsbezirke, zum Amtsgerichtsbezirk Stadtoldendorf.
Während des Zweiten Weltkriegs, am 1. August 1941, gelangte Arholzen mit dem Kreis Holzminden im Austausch gegen den Landkreis Goslar an die preußische Provinz Hannover. Am 8. April 1945 besetzten amerikanische Truppen den Ort. Die Gemeinde trat Anfang der 70er Jahre erfolgreich für ihre Selbständigkeit ein und war seit dem 1. Januar 1973 Mitgliedsgemeinde der Samtgemeinde Stadtoldendorf (Arholzen, Deensen, Heinade, Lenne und Wangelnstedt). Seit deren Fusion mit der Samtgemeinde Eschershausen gehört Arholzen zur neugebildeten Samtgemeinde Eschershausen-Stadtoldendorf.

### Ortsname
Bei der Deutung des Ortsnamens kann man vom Grundwort „-husen“ ausgehen. Das Bestimmungswort enthält „Athalwald“, das speziell im sächsischen Bereich gut belegt ist. Das Erstelement gehört zum Stamm „athal“ und bedeutet „Adel“, das Zweitelement zum Stamm „wald, waldan“ und bedeutet „herrschen“.
| Ortsnamen im Wandel der Zeit | Ortsnamen im Wandel der Zeit |
| Name                         | Jahreszahl                   |
| ---------------------------- | ---------------------------- |
| Adololdeshusen               | 891/1037                     |
| Odololdeshem                 | 1150                         |
| Adelloldessen                | 1186                         |
| Adololdesheim                | 1220                         |
| Adeloldessen                 | 1237                         |
| Aderoldessen                 | 1302                         |
| Aroldissen                   | 1494                         |
| Aroldessen                   | 1561                         |
| Arholtzen                    | 1694                         |
| Arholdsen                    | 1755                         |
| Ahrholzen                    | 1810                         |
| Arholzen                     | seit 1881                    |

### Bevölkerungsentwicklung
| Bevölkerungsentwicklung | Bevölkerungsentwicklung                                     |
| Jahr                    | Einwohner                                                   |
| ----------------------- | ----------------------------------------------------------- |
| 1663                    | 94 Personen (125) (Kinder unter 14 Jahren nicht mitgezählt) |
| 1793                    | 393 Personen                                                |
| 1847                    | 560 Personen                                                |
| 1875                    | 605 Personen                                                |
| 1885                    | 559 Personen                                                |
| 1895                    | 600 Personen                                                |
| 1905                    | 617 Personen                                                |
| 1925                    | 546 Personen                                                |
| 1933                    | 520 Personen                                                |
| 1939                    | 516 Personen                                                |
| 1950                    | 1017 Personen                                               |
| 2000                    | 484 Personen                                                |
| 2003                    | 431 Personen                                                |
| 2006                    | 423 Personen                                                |
| 2008                    | 416 Personen                                                |
| 2011                    | 391 Personen                                                |
| 2017                    | 413 Personen                                                |

## Politik

### Gemeinderat
Der Rat der Gemeinde Arholzen besteht aus sieben Ratsfrauen und Ratsherren. Dies ist die festgelegte Anzahl für die Mitgliedsgemeinde einer Samtgemeinde mit einer Einwohnerzahl bis 500 Einwohnern. Die Ratsmitglieder werden durch eine Kommunalwahl für jeweils fünf Jahre gewählt. Die aktuelle Amtszeit begann am 1. November 2021 und endet am 31. Oktober 2026.
Alle sieben Ratsmitglieder gehören der Freien Wählergemeinschaft Arholzen (FWA) an.

### Bürgermeister
Ehrenamtlicher Bürgermeister von Arholzen ist Karl Dehne (FWA). Seine Stellvertreter sind Carsten Campe und Inka Rojahn-Dehne (beide FWA).
| Amtszeit | Amtszeit | Bürgermeister von Arholzen | Bürgermeister von Arholzen |
| Beginn   | Ende     |                            |                            |
| -------- | -------- | -------------------------- | -------------------------- |
| 1945     | 1946     | Heinrich Rojahn            |                            |
| 1946     | 1948     | Ernst Bodenhagen           |                            |
| 1948     | 1956     | Wilhelm Grupe              |                            |
| 1956     | 1991     | Otto Heckemüller (CDU)     |                            |
| 1991     | 2001     | Horst Siegmann (CDU)       |                            |
| 2001     | heute    | Karl Dehne (SPD, FWA)      |                            |

### Patenschaften
Die Gemeinde Arholzen ging am 29. August 1980 eine Patenschaft mit dem 3./Panzerartilleriebataillon 15 aus Stadtoldendorf ein, die bis zur Auflösung der Stadtoldendorfer Yorck-Kaserne im Jahr 2003 bestand.

## Kultur und Sehenswürdigkeiten
Der Europaradweg R1 verläuft am Naturparks Solling-Vogler nahe Arholzen, wie die Touristenwege Deutsche Märchenstraße, Deutsche Fachwerkstraße und die Straße der Weserrenaissance.
Der kleine jüdische Friedhof Arholzen weist noch einige zerbrochene Grabsteine aus der Zeit von 1852 bis 1927 auf.

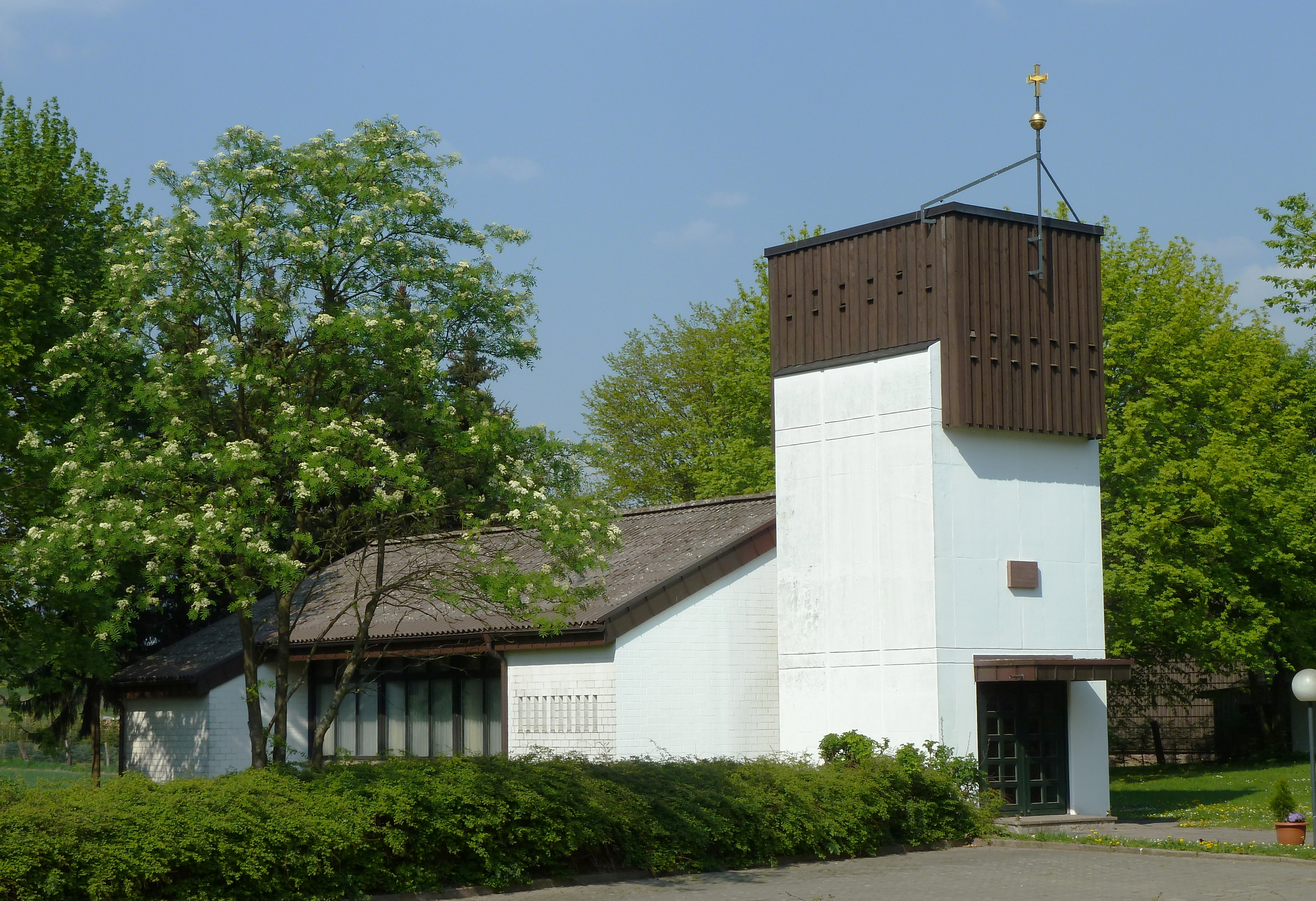
Evangelische Kirche

### Kirche
Die evangelische Kirche in Arholzen dient als Gemeindekirche der Kirchengemeinde Deensen-Arholzen, die zur Evangelisch-lutherischen Landeskirche Hannovers gehört. Sie wurde im Jahr 1980 als Saalbau unter Satteldach neu errichtet, der Eingang befindet sich im südlich vorgelagerten Kirchturm. Bestuhlung, Altartisch, Pult, Orgel und eine Skulptur mit Darstellung des letzten Abendmahls stammen aus der Bauzeit, während der Taufstein aus dem Jahr 1651 und das Geläut aus der Vorgängerkirche übernommen wurden. Diese Vorgängerkirche war ein schlichter kapellenähnlicher Bau aus der ersten Hälfte des 17. Jahrhunderts und stand etwa 250 Meter östlich der heutigen Kirche. Sie wurde im November 1974 abgerissen, um den Ausbau der den Ort durchquerenden Landstraße zu ermöglichen. Der Friedhof des Ortes war schon früher von dem Platz um die Kirche an den Ortsrand verlegt worden.

## Wirtschaft und Infrastruktur

### Verkehr
Durch den Ort führt die Landesstraße 583 nördlich nach Stadtoldendorf und zur Landesstraße 580 mit Verbindung nach Deensen und Negenborn. Südlich führt die L 583 bei Lobach zur Bundesstraße 64 und nach Holzminden.
Die Regionalbus Braunschweig (RBB) unterhält eine Haltestelle in dem Ort. Die Personenzugstation an der Bahnstrecke Altenbeken–Kreiensen wurde 1987 aufgegeben.

### Ansässige Unternehmen
Mehrere Handwerksbetriebe sind hier ansässig. Sie sind besonders in der Steinverarbeitung tätig. Den Wesersandstein zu brechen hat eine lange Tradition in Arholzen. Der Steinhandel reichte um 1600 bereits bis über Bremen hinaus. Bekannte Bauten, zu denen Arholzer Steinbruchunternehmer Steine geliefert haben: die Klosterkirche zu Amelungsborn, Schloss Bevern, die Abtei Corvey, die Arensburg und die Werrabrücke (Autobahnbrücke), die Kriegsgräberstätte Langenmarck (Belgien), Semendria und Monastir (Jugoslawien), Nazaret (Palästina) sowie die Marine-Ehrenmal Laboe und U-Boot-Ehrenmal Möltenort. Auch zum Bau der Burg Everstein war der Wesersandstein verwandt worden.

## Vereine

### Freiwillige Feuerwehr
Die Freiwillige Feuerwehr in Arholzen besteht seit 1878 auf gesetzlicher Grundlage. Damals mit einer Stärke von 47 Mann bei rund 580 Einwohnern, kann die Feuerwehr heute mit 107 Mitgliedern bei rund 460 Einwohnern aufwarten. Seit 1989 versehen auch erstmals in der Arholzener Feuerwehrgeschichte weibliche Einwohnerinnen Feuerwehrdienst.

### Gesangverein
Aus Anlass eines Regierungsjubiläums des damaligen Herzogs Wilhelm zu Braunschweig und Lüneburg gründeten die Arholzer am 25. April 1881 einen Gesangverein. Die Bezeichnung des Vereins lautete „Männer-Gesangsverein“. Am 23. Oktober 1969 fand der erste Übungsabend als gemischter Chor statt.

### Sportverein
- Turn- und Sportverein Arholzen e. V. von 1946

### Deutsches Rotes Kreuz
Nach dem Zweiten Weltkrieg gründeten die Arholzer den Rotkreuz-Ortsverein Arholzen, seit 1962 werden in regelmäßigen Abständen Blutspendetermine durchgeführt. Im Laufe der Jahre wurden verschiedene Aktivitäten angeboten: Kurse in Erster Hilfe, Krankenpflege für Mutter und Kind sowie in Häuslicher Krankenpflege. Im Oktober 1965 wurde das Jugendrotkreuz (JRK) gegründet, aber wegen Nachwuchsmangels 1998 aufgelöst. 1984 wurde eine Seniorengymnastikgruppe einbezogen.

### Karnevalsverein Arholzen
Im Jahr 1982 wurde das Kinderturnen ins Leben gerufen, und der daraus entstandene erste Karnevalsumzug fand im Februar 1983 noch auf den Bürgersteigen und Nebenstraßen statt. Von Jahr zu Jahr wuchs der Karneval – Musikkapellen und Motivwagen kamen hinzu und immer mehr Fußgruppen. Der Arholzener Karneval wurde über die Kreisgrenzen hinaus bekannt.

## Ehrenbürger
Im Jahr 1991 wurde der ehemalige Bürgermeister Otto Heckemüller zum ersten Ehrenbürger der Gemeinde Arholzen ernannt. 1993 wurde er mit dem Bundesverdienstkreuz Erster Klasse ausgezeichnet.

## Persönlichkeiten
- Herbert Blume (* 1930 in Arholzen; † 2009), Kaufmann, Geschäftsführer und Politiker, Mitglied des Abgeordnetenhauses von Berlin